# Tarvos (księżyc)
Tarvos (Saturn XXI) – jeden z nieregularnych księżyców Saturna, odkryty we wrześniu 2000 roku przez Johna Kavelaarsa i Bretta Gladmana z zespołem za pomocą 3,6-metrowego Teleskopu Kanadyjsko-Francusko-Hawajskiego na Mauna Kea. Przeszkodą we wcześniejszym odkryciu tego księżyca była jego niewielka jasność.
Nazwa księżyca pochodzi od imienia byka z mitologii galijskiej.
Tarvos należy do grupy galijskiej księżyców Saturna, poruszających się po wydłużonych orbitach w tym samym kierunku, w jakim obraca się Saturn. Podobieństwo orbit i czerwonawej barwy powierzchni wskazuje, że Tarvos może być fragmentem większego Albioriksa.